# Cerkev Santa Maria della Consolazione
Cerkev Santa Maria della Consolazione je stolnica v mestu Altomonte v pokrajini Cosenza v Kalabriji.

## Zgodovina
Cerkev Santa Maria della Consolazione je največja gotsko-anžujska sakralna arhitektura, ki je prisotna v Kalabriji. Zgrajena je bila na nekdanji normanski stavbi, posvečeni Santa Maria de' Franchis (1070), obnovljena z dovoljenjem papeža Klemena VI. Okoli leta 1340 jo je povečal Filippo Sangineto, grof Altomonta, istega leta, ko so v Neaplju slovesno odprli baziliko Santa Chiara, in pri tem posnemal njeno umetniško občutljivost.
Druge razširitve so v 15. stoletju naredili Sanseverini in leta 1443 je cerkev prešla v last dominikancev, ki so tam ustanovili samostan. Ta se je razmahnil do te mere, da je zahteval v 16. stoletju novo dvonadstropno stavbo, opremljeno s križnim hodnikom. Notranjost cerkve, spremenjena med 16. stoletju in začetku 18. stol. z odpiranjem lokov ob stranicah in preobrazbo slavoloka iz ogivala v krožni lok ima ladjo s stranskimi kapelami, predelanimi v 16. stoletju v baročnih oblikah. Obnove so razkrile originalne elemente iz 14. stoletja.

## Opis
Struktura
Enoladijska cerkev, precej dolga in v tlorisu latinskega križa, ima dve stranski kapeli ob koru.

### Zunanjost
Fasada je ohranila prvotne linije. Obdana je z dvema opornikoma in z vodoravnim vencem razdeljen na dva dela. Na njej je drobna Madona z otrokom, razjedena in postavljena v sredino timpanona pod grbom družine Sangineto in Sanseverino.
Prvotni portal, ohranjen levo od vhoda v cerkev v majhnem muzejskem prostoru, je tipičen primer draške gotike 15. stoletja. Lesena vrata so iz leta 1580, bogata rezbarija pa je domače umetniške izdelave.
Rozeto, sočasno s portalom, sestavlja 16 stebričkov, ki podpirajo trolistne loke, vpisane v šilaste loke z rozetami v medprostorih. Trenutna rozeta je nedavno prenovljena; izvirnik, zelo dotrajan, je ohranjen v sobi ob cerkvi. Ogromen zvonik z elegantnim stebričastim oknom je delo kalabrijskih delavcev, zgrajenih v prvi polovici 14. stoletja.

### Notranjost
Notranjost cerkve je enoladijska z dvema stranskima kapelama. Desno od vhoda je krstilnica, danes zaprta zaradi obnove, ki se odpira s šilastim lokom, nad katerim je arhitrav s štukaturnimi dekoracijami iz 15.−16. stoletja; na eni steni kapele nagrobnik z ležečim bojevnikom, delo neznanega Neapeljčana iz 14. stoletja. V pravokotni apsidi ob stenah elementi lesenega kora iz 17. stoletja; v središču zadnje stene grobnica Filippa Sangineta, neznanega neapeljskega privrženca Tina da Camaina, zgrajena med letoma 1352 in 1377. Tam so upodobljene tri teološke kreposti, ki podpirajo sarkofag: na sprednji strani in ob straneh sveti Andrej, Magdalena, Peter, Jurij, Pavel, sveti mučenik, Anton opat, Ladislav Madžarski in Štefan; na sarkofagu je ležeča figura pokojnika z dvema angeloma, ki držita zavese; nad timpanonom sta kipa Matere Božje z otrokom med sv. Janezom Krstnikom in svetim škofom, ki predstavljata dva vernika Za glavnim oltarjem je zvon, ki ga je ulil Cosma da Laurino (1336). Levo od prezbiterija v kapeli sv. Mihaela je izrezljan in pozlačen lesen oltar iz leta 1718; v niši sv. nadangel Mihael, lesen kip iz istega časa; na pedimentu grb Sanseverina in na sprednji strani dominikanski grb. V tleh pred glavnim oltarjem nagrobnik Cobella Ruffa (1447), z ležečo žensko figuro in grbi družine Ruffo-Sanseverino ob straneh.